# Stringtown (Oklahoma)
Stringtown es un pueblo ubicado en el condado de Atoka en el estado estadounidense de Oklahoma. En el año 2010 tenía una población de 410 habitantes y una densidad poblacional de 33,33 personas por km².

## Geografía
Stringtown se encuentra ubicado en las coordenadas 34°28′6″N 96°3′10″O / 34.46833, -96.05278 (34.468448, -96.052860).

## Demografía
Según la Oficina del Censo en 2000 los ingresos medios por hogar en la localidad eran de $20,536 y los ingresos medios por familia eran $22,614. Los hombres tenían unos ingresos medios de $19,643 frente a los $14,861 para las mujeres. La renta per cápita para la localidad era de $9,612. Alrededor del 25.1% de la población estaban por debajo del umbral de pobreza.